# Beach of Dreams
Pour plus de détails, voir Fiche technique et Distribution.
Beach of Dreams est un film américain réalisé par William Parke, sorti en 1921.

## Synopsis
Cleo de Bromsart, une jeune femme de la société parisienne, fiancée à Maurice Chenet, s'ennuie et décide d'accepter l'invitation du Prince Selm et le rejoint sur son yacht. La croisière se termine en désastre et Cleo se retrouve sur une île déserte avec deux marins. Un d'eux est pris mar des sables mouvants et Cleo tue l'autre lorsqu'il essaie de la violer. Plusieurs semaines plus tard, Jack Raft échoue sur la plage. Il trouve Cleo malade et la soigne. Raft permet qu'ils s'échappent en prenant le dessus sur un gang de braconniers chinois. De retour à Paris, elle décide de se marier, ni avec son fiancé qui a l'approbation de sa famille, ni avec Raft, pour qui elle a pourtant beaucoup de respect. 

## Fiche technique
- Titre original : Beach of Dreams
- Réalisation : William Parke
- Scénario : Richard Schayer, Nan Blair, d'après La Baie des songes de Henry De Vere Stacpoole
- Photographie : Ernest B. Schoedsack
- Société de production : Haworth Studios
- Société de distribution : Robertson-Cole Distributing Corporation
- Pays d'origine :  États-Unis
- Langue originale : anglais
- Format : noir et blanc — 35 mm — 1,37:1 — Film muet
- Genre : Film d'aventures
- Durée : 5 bobines
- Dates de sortie :  États-Unis : 8 mai 1921

## Distribution
- Edith Storey : Cleo de Bromsart
- Noah Beery : Jack Raft
- Sidney Payne : La Touche
- Jack Curtis : Bompard
- George Fisher : Maurice Chenet
- Josef Swickard : M. de Brie
- Margarita Fischer : Mme de Brie
- Templar Powell : Prince Selm
- Gertrude Norman : Comtesse de Warens
- Cesare Gravina : Professeur Epnard